# رنا خطار
رنا خطار (بالإنجليزية: Rana Khattar) (مواليد بعبدا، لبنان، 19أكتوبر 1998) ملكة جمال لبنانية من أنجح وأشهر الوجوه الجمالية  في دولة لبنان وحازت من خلاله أرزة لبنان مع برنامج أرز الشوف والأمم المتحدة .

## النشأة والدراسة
ولدت بعبدا ،لبنان درست الموسيقى والبالية، وقد عُرضت عليها العديد من البطولات السينمائية والفرص لتقديم البرامج التليفزيونية، ولكنها رفضت كل هذه العروض، ونشطت في مجال الأعمال الخيرية، واستغلت اللقب في العمل الاجتماعى بما يفيد الأطفال والمحتاجين.

## ملكة جمال لبنان
نالت جائزة اللؤلؤة في مهرجان صيف 2023 الدولي الذي اطلق عبر منصة مارسيل غانم MTV وربحت " ملكة جمال القارات " عن الشرق الأوسط و " ملكة العام " الأكثر الجماهيرية ، صنفتها المجلة الشهيرة “ ELLE ” ظاهرة جمالية وبالإضافة إلى ذلك ، رصدت TGT ( أفضل التغريدات العالمية ) باعتبارها " أجمل امرأة " وأدت فيلم سينمائي لهوليوود ومن احدث انجازات رنا خطار دعمها مؤسسة الجيش اللبناني وتكريمها بدرع شكر من قائد وضباط لواء المشاة الحادي عشر .

## الجوائز والتقدير
- ملكة جمال العيون 2013[7]
- ملكة جمال سحر الشرق[8]
- ملكة جمال القارات 2015[9]
- ملكة العام الأكثر جماهرية 2015
- سفيرة النوايا الحسنة[10]
- ظاهرة جمالية تصنيف مجلة ELLE Magazine[4]
- أجمل امرأة 2018[11]
- أعلى درجة بلوجر وانفلونسر 2019 - 2020
- نجمة مالتيميديا 2021 - 2022

## التمثيل
حصلت رنا خطار على عرض للتمثيل فأدت فيلم سينمائي لهوليوود

## شهادات
1. شهادة الفائزة ملكة جمال العيون من IBC[13]
2. شهادة الفائزة ملكة جمال سحر الشرق من رئيس اتحاد الدولي لملكات الجمال و IBC
3. شهادة الفائزة ملكة جمال القارات من WBO [14]
4. شهادة الأداء المتميز والمساهمة الدائمة من جمعية سياحية خيرية وقوى الامن الداخلي
5. شهادة تقدير للوصول الى العالمية مصر[15]
6. شهادة تقدير من رئيس نقابة السينما للفنيين وقناة مسايا امارات الشارقة
7. شهادة في اللياقة البدنية من اتحاد الرياضي اللبناني والعربي
8. شهادة المدافع عن الكوكب DART Mission NASA 2022
9. شهادة NASA بطاقة صعود Artemis I مركبة الفضاء NASA Orion المتوجهة إلى القمر 2022
10. شهادة رحلة حول القمر SpaceX Elon Musk
11. شهادة NASA Mars
12. شهادة أرزة لبنان سحر الشرق[16]
13. جائزة اللؤلؤة 2023 مهرجان دولي للجمال والموضة برعاية وزارة السياحة
14. شهادة  NASA Mars - المريخ 2028
15. درع من قيادة الجيش اللبناني قائد وضباط لواء المشاة الحادي عشر 2024